# Els Biesemans

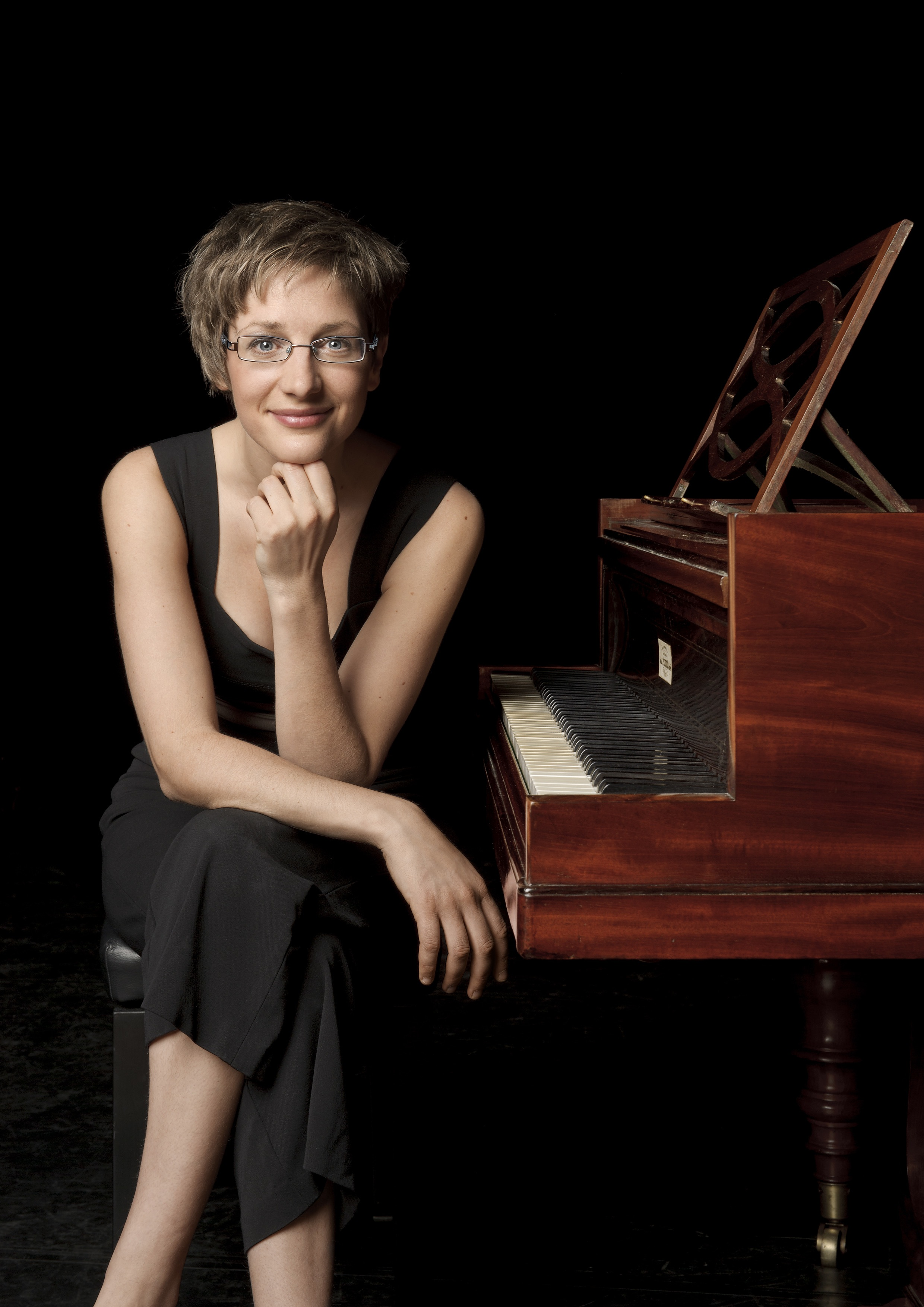
Els Biesemans

Els Biesemans (Antwerpen, 1978) is een Belgisch organist en pianist.

## Levensloop
Els Biesemans concerteert virtuoos op verschillende toetseninstrumenten (pianoforte, orgel, klavichord, klavecimbel en moderne piano). Ze studeerde orgel bij Reitze Smits, piano bij Alan Weiss en Jan Vermeulen, en kamermuziek aan het Lemmensinstituut in Leuven. De opleiding 'Master of Music' besloot ze met de hoogste onderscheiding voor orgel en piano. 
Daarna studeerde ze verder orgel bij Andrea Marcon en Wolfgang Zerer, alsook fortepiano bij Jesper Christensen, aan de Schola Cantorum Basiliensis in Bazel.
Ze heeft geconcerteerd in de meeste landen van Europa en in Japan, Canada en de Verenigde Staten. In 2006/2007 vertolkte ze het volledig orgelœuvre van Johann Sebastian Bach tijdens 19 concerten in Zürich. 
Van 2002 tot 2006 was ze titularis van het Van Beverorgel in de kerk van de Dominicanen in Brussel. Van 2006 tot 2009 was ze titularis-organiste aan de Maria-Kroenungskirche in Zürich-Witikon en sinds mei 2010 is ze titularis-organiste aan de gereformeerde kerk in Zürich-Wiedikon. 
Ze geeft, naast orgel, ook recitals op piano of pianoforte. Op orgel trad ze met celliste Marijke Gonnissen als duo op, onder meer op in de festivals Toulouse les Orgues en Voor de Wind in Amsterdam. Ze trad ook al op met trompettist Jeroen Berwaerts.

## Wedstrijden
Biesemans won herhaaldelijk prijzen op internationale orgelwedstrijden:
- 1989: finaliste in Jong-Tenutowedstrijd
- 1995: Finaliste in Jong-Tenutowedstrijd
- 1995: Eerste prijs Vlaamse Orgeldagen in Halle
- 1996: Tweede prijs Wedstrijd Vlaamse Orgeldagen Leuven
- 2000: Tweede prijs Internationaal orgelconcours in Nijmegen
- 2003: Eerste prijs Internationaal orgelconcours in Vilnius
- 2003: Vierde prijs Internationale Orgelwedstrijd in Brugge in het kader van het Festival Musica Antiqua
- 2003: Finaliste Internationaler Orgelwettbewerb 'Max Reger und Olivier Messiaen' in Graz
- 2004: Tweede prijs 5th International Organ Competition Musashino - Tokio
- 2004: Derde prijs Concours d'orgue de la Ville de Paris
- 2006: Derde prijs Lenteconcours in Praag
- 2008: Finaliste Internationaler Bach-Orgelwettbewerb in Leipzig
- 2008: Bachprijs Canadian International Organ Competition in Montreal
- 2012: Eerste prijs Arp-Schnitger-wedstrijd in Bremen.

## Discografie
Biesemans maakte opnamen voor de Belgische en Zwitserse radio
- Ze nam een eerste cd op met Belgische en Franse symfonische orgelmuziek (bij Et'Cetera).
- In 2008 verscheen een cd bij Animato met het volledige orgeloeuvre van Maurice Duruflé.
- In 2012 verscheen bij GENUIN een cd met pianowerken van Fanny Hensel-Mendelssohnl.